# ثريا عبيد
ثريا عبيد، (بغداد، 2 مارس 1945 -) ناشطة دولية في قضايا المرأة، وهي المدير التنفيذي لصندوق الأمم المتحدة للسكان والأمين العام المساعد للأمم المتحدة. ويعتبر صندوق السكان التابع للأمم المتحدة هو أكبر مصدر متعدد الأطراف للمساعدة السكان في العالم. ثريا عبيد من المملكة العربية السعودية، عينت في منصبها في 1 يناير 2001، مع درجة الأمين العام المساعد للأمم المتحدة وحتى نهاية عام 2010. وهي أول عربية سعودية ترأس وكالة تابعة للأمم المتحدة.
عملت ثريا عبيد رئيسة اللجنة العليا لإدارة مجلس تنسيق كبار تنفيذيي نظام الأمم المتحدة (CEB). وهذه اللجنة هي هيئة مشتركة بين الإدارات مسئولة عن تنسيق المسائل الإدارية والتنظيمية. ومسئول الشئون الاجتماعية، والنهوض بالمرأة من 1974-1992.
في الفترة من 1998-2001، كانت ثريا عبيد مديرة، قسم الدول العربية وأوروبا في صندوق الأمم المتحدة للسكان. قبل الالتحاق به، كانت تعمل نائبة الأمين التنفيذي للجنة الاقتصادية والاجتماعية لغرب آسيا (الاسكوا) من 1993-1998. كانت رئيس قسم التنمية الاجتماعية والسكان، الاسكوا، من 1993-1993. أحد نقاط العمل الأساسية لثريا عبيد في الإسكوا والأمم المتحدة هو التعاون بين الحكومات لوضع برامج لتمكين المرأة وتطوير قدراتها من ناحية المواطنة والحقوق والواجبات. عملت أيضا مع منظمات غير حكومة تعمل في مجالة تحقيق المساواة للمرأة.
في 1975، أسست ثريا عبيد أول برنامج تنمية للمرأة في المنطقة العربية. كان البرنامج يساعد على بناء شراكة في قضايا المرأة بين الأمم المتحدة والمنظمات الأهلية الإقليمية. ترأست السيدة عبيد مجموعات العمل التابعة للأمم المتحدة والمهتمة بقضايا النوع في عمان، الأردن، في 1996. في نوفمبر 1997، كانت عضوا في بعثة الأمم المتحدة المهتمة بالنوع في أفغانستان. بين عامي 1984-و1985، كانت عضوا في مجموعة العمل التابعة لجامعة الدول العربية لصياغة الإستراتيجية العربية للتنمية الاجتماعية.

## النشأة

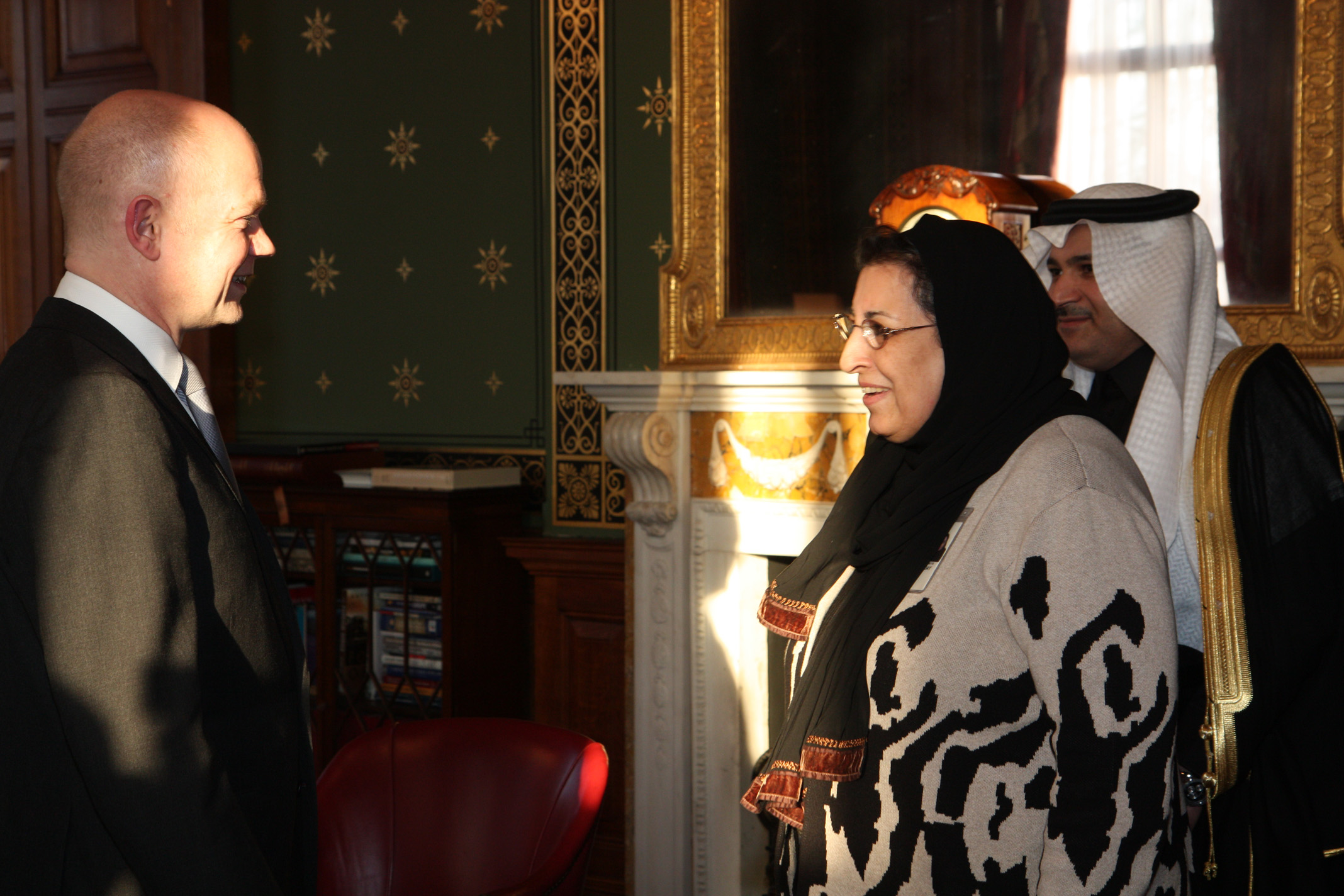
د/ ثريا عبيد في زيارة رسمة لبريطانيا

ولدت ثريا عبيد في 2 مارس 1945م ببغداد، لأبوين حجازيين من المدينة المنورة. والدها أحمد عبيد محمد عبيد صحافي ومن أبرز مثقفي الحجاز. ونشأت في القاهرة.
في عام 1965، ابتعثتها إدارة جامعة الملك عبد العزيز الوليدة، مع فاتنة أمين شاكر، ومديحة درويش، وبلقيس ناصر، وهدى الدباغ، للدراسة في الولايات المتحدة.
متزوجة من الدكتور المهندس محمود صالح. ولها ابنتان.

## التعليم
- دكتوراه جامعة وين الحكومية، دترويت، ميشيغان، الولايات المتحدة، 1974، في الأدب الإنگليزي، بتخصص ثانوي في علم الإنسان الثقافي
- ماجستير، جامعة وين الحكومية، 1968, الأدب الإنجليزي، بتخصص فرعي في علم الإنسان الثقافي
- B.A. كلية ميلز، اوكلاند، كاليفورنيا، كاليفورنيا، 1966، الأدب الإنجليزي، مع تخصص ثانوي في علم الاجتماع
- تعليم ما قبل الجامعي في الجامعة الأمريكية في القاهرة، مصر، 1951–1962.

## مناصب سابقة
- مدير قسم الدول العربية وأوروبا في صندوق الأمم المتحدة للسكان، نيويورك، 1998–2000
- نائبة الأمين التنفيذي للجنة الاقتصادية والاجتماعية لغرب آسيا (الاسكوا)، 1993-1998
- رئيس قسم التنمية الاجتماعية والسكان في اللجنة الاقتصادية والاجتماعية لغرب آسيا الاسكوا, 1992–1993
- Senior Social Affairs Officer/Women and Development Programme Manager, ESCWA, 1986-1992
- Social Affairs Officer/Programme Manager for Women and Development, ESCWA, 1981-1986
- Assistant/Associate Social Affairs Officer, Women and Development, ESCWA, 1975-1981
- تم تعيينها في مجلس الشورى من ضمن مجموعة عضوات بتاريخ 1434/2/29هـ.

## تكليفات/تعيينات خاصة
- عينها الأمين العام رئيساً للجنة العليا لإدارة مجلس تنسيق كبار تنفيذيي نظام الأمم المتحدة (CEB), 1 January 2006. The Committee is the principal United Nations inter-agency body for coordinating administrative and management matters.
- Represented Secretary-General in United Nations Relief Works Agency Provident Fund, 1996–1998
- Member, United Nations Inter-agency Gender Mission to Afghanistan, November 1997
- Member, United Nations Strategic Framework Mission to Afghanistan, September-October 1997
- Chair, Inter-agency Task Force on Gender, Amman, Jordan, 1996
- Member, Editorial Board of Journal of Arab Women, 1984-1990
- Member, Working Group for Formulating the Arab Strategy for Social Development, supported by League of Arab States, 1984-1985

## أنشطة أخرى
- منسقة اللجنة المعنية بالمرأة في الاسكوا، 1989-1990.
- عضو في رابطة النهضة النسائية الخيرية، الرياض، المملكة العربية السعودية.
- عضو مؤسس في اتحاد الأمهات العاملات، صيدا، لبنان، 1974-1982.
- عضو، اتحاد دراسات الشرق الأوسط.

## جوائز وتكريمات
- رتبة ديونيسيو ده هريرا for Service to Humanity, for supporting the integration of a course on the protection of women victims of domestic violence in the curriculum of all police training institutions in هندوراس, May 2005.
- صُنفت ضمن أقوى 50 سيدة عربية، حسب مجلة فوربس ، ديسمبر 2004
- درجة دكتور القانون، جامعة كانسي كاكوين  [لغات أخرى]‏, كوبه، اليابان, for contributions to the advancement of culture, May 2004
- Second Century Award for Excellence in Health Care, جامعة كلومبيا، نيويورك، May 2003. Granted for leadership in advancing health care for women around the world and dedication to empowering women and furthering their reproductive rights to improve their health
- Pedro Joaquin Chamorro Award, highest honour by نيكاراگوا’s Parliament or President, March 2003
- Medal and Key to the City of ماناگوا، نيكاراگوا, given by the Mayor of the City of Santiago of Managua, for notable work on behalf of peace and development and her very important work to help extremely poor populations, March 2003
- درجة دكتوراه القانون، كلية ميلز، اوكلاند، كاليفورنيا، for commitment to serving people in developing countries to achieve basic education, health and economic opportunities, May 2002
- Global Philanthropy Forum: Borderless Giving, in recognition of her contribution to the Forum, March 2002
- George P. Younger Award by the Committee of Religious Non-Governmental Organizations at the United Nations, for courage in bringing culture and religion into United Nations dialogue, May 2002
- Award from the Robert F. Wagner Graduate School of Public Service، جامعة نيويورك, for outstanding commitment to global public service, July 2001.

## وصلات خارجية
- الدكتورة ثريا عبيد: هذا هو عملي وهذه هي حقيقة وثيقة مؤتمر السكان  مجلة عربيات

مجلس الشورى السعودي.
- ثريا عبيد.. (1364 هـ - 1945م).